# Очеретоватое (Васильковский район)
Очеретоватое (укр. Очеретувате) — село,
Добровольский сельский совет,
Васильковский район,
Днепропетровская область,
Украина.
Код КОАТУУ — 1220784405. Население по переписи 2001 года составляло 54 человека.

## Географическое положение
Село Очеретоватое находится в балке Очеретоватая на расстоянии в 2 км от села Доброволье.
По селу протекает пересыхающий ручей с запрудой.